# Castello di Codnor

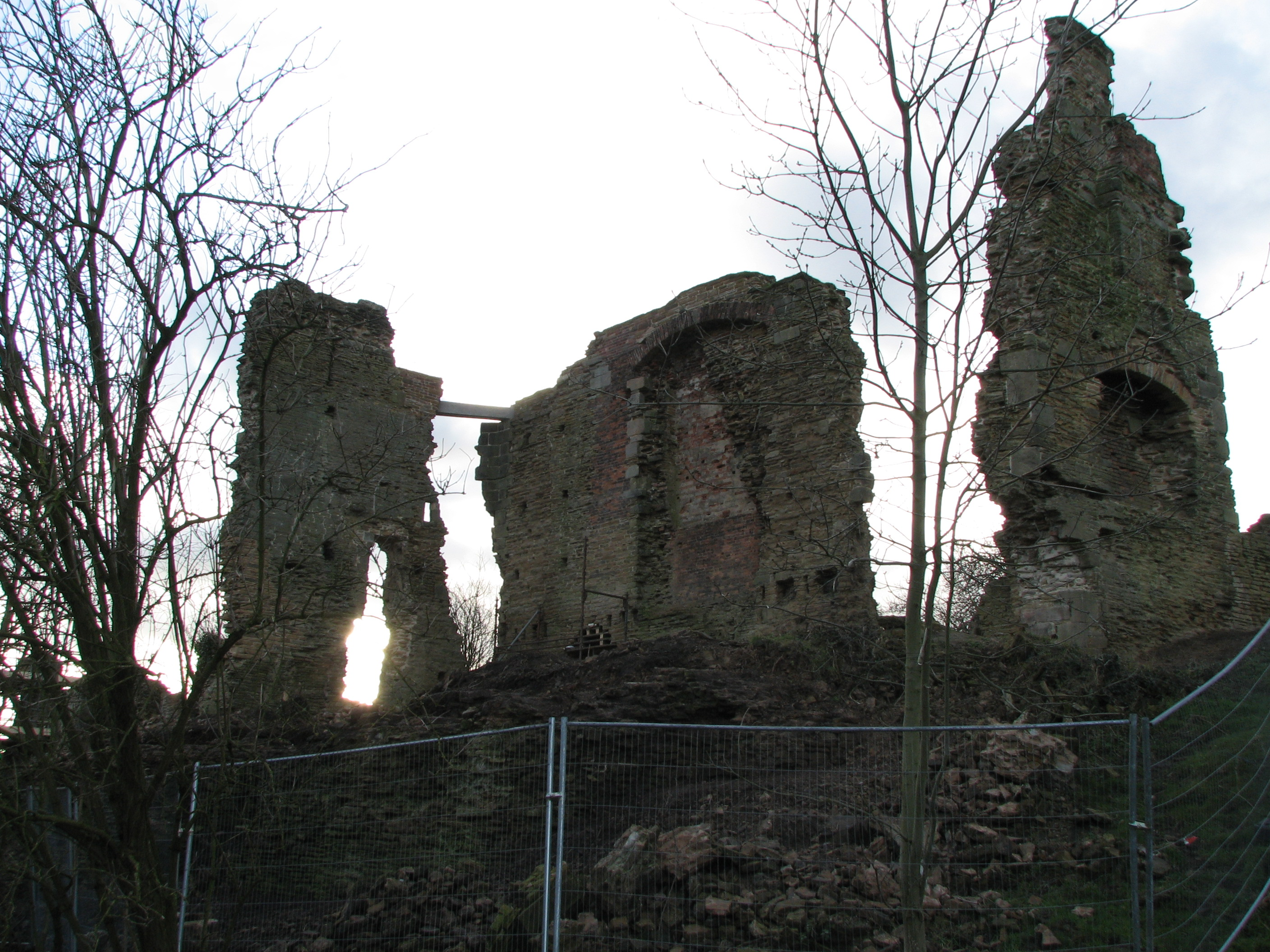
Vista da nord-est

Il castello di Codnor è un castello in rovina del XIII secolo, situato nel Derbyshire, in Inghilterra. Il terreno intorno a Codnor passò sotto la giurisdizione di Guglielmo Peverel dopo la conquista normanna. Anche se ufficialmente registrato come antico monumento il sito è ufficialmente un edificio a rischio.

## Architettura
Il castello è composto da un mastio in pietra e dalle mura della fortezza, il tutto fondato da William Peverel. Gli attuali frammentari resti sono ciò che rimane di una torre di tre piani, il forte muro di cinta ed un fossato, fiancheggiato da torri rotonde. Il Bailey esterno è su un livello più basso ed è stato costruito in un secondo periodo. Il castello domina la valle di Erewash e le contee del Derbyshire e del Nottinghamshire. In origine c'era un profondo fossato e sul lato orientale si estendeva una fitta zona alberata; gli alberi oggi sono stati tagliati. Sul lato ovest vi era un cortile che è stato fortificato tramite enormi torri rotonde e merlate. In altre parti delle rovine si osserva che le pareti esterne, come si usava all'epoca, erano scandite da feritoie cosicché gli arcieri potessero tirare, se necessario.

## Storia
Nel 1211 divenne parte delle proprietà di Henry de Grey, un discendente del cavaliere normanno Anchetil de Greye. Tra i discendenti di Henry ci sono la lunga fila dei Lord Grey di Codnor, i Lord Grey Ruthyn, Wilton e Rotherfield, la regina Lady Jane Grey ed i conti di Stamford, oltre alle famiglie estinte dei Duchi di Suffolk e dei duchi di Kent. Suo figlio Richard sì stabilì a Codnor e fu un fedele barone di re Enrico III d'Inghilterra tant'è che insieme a suo fratello John servirono il loro re nella Crociata in Terra santa. John Grey si distinse nelle guerre scozzesi ed entrò in grande favore presso il re Edoardo III d'Inghilterra. Insieme a William d'Eincourt, Lord Grey ebbe il comando di tutti i cavalieri del Derbyshire e del Nottinghamshire in caso di invasione.
Henry, l'ultimo della famiglia ad essere sopravvissuto, morì durante il regno di Enrico VIII è lasciò parte delle sue terre ai suoi figli, Enrico e Riccardo. Il resto andò a sua zia Elizabeth Grey, che nel 1429 aveva sposato Sir John Zouche, il figlio più giovane del quarto barone Zouche di Harringworth. Sir John Zouche di Codnor fu per tre volte Alto Sceriffo del Derbyshire ed il castello rimase nelle mani della sua famiglia per duecento anni fino a quando non lo vendettero ed emigrarono in Virginia nel 1634.
Sir Streynsham Master, Alto sceriffo del Derbyshire, che aveva abitato il castello nel 1712, viene segnalato come l'ultima persona ad essere vissuto nel castello.
Oggi i resti del Castello Codnor sono una fragile rovina; i suoi pochi muri rimasti in piedi sono sostenuti da impalcature. I segni intorno al recinto perimetrale indicano che il sito è ora di proprietà della UK Coal Mining Ltd e che l'accesso pubblico è vietato; in ogni caso buona vista dei resti del castello è possibile dai sentieri circostanti.
Nel giugno 2007 il programma di Channel 4 Team Time ha effettuato uno scavo archeologico intorno al castello, che ha portato ad alcuni risultati interessanti. Il più spettacolare è stato il ritrovamento nel fossato di una moneta d'oro medievale perfettamente conservata, che è ora esposta al Derby Museum and Art Gallery.